# Ahvenoja
De Ahvenoja is een beek, die stroomt in de Zweedse  gemeente Övertorneå. De beek ontstaat als afwateringsrivier van het meertje Ahvenjárvi, dat nog geen hectare groot is. Het meertje vangt water op uit de omliggende moerassen en stuwt het water noordwaarts de beek Ahvenoja in. De Ahvenoja stroomt noordwaarts door onbewoond gebied en levert na 4 kilometer af in de Pentäsrivier.